# Добрянська сільська рада (Вільшанський район)
| Добрянська сільська рада — колишній орган місцевого самоврядування у Вільшанському районі Кіровоградської області з адміністративним центром у с. Добрянка. Сільській раді були підпорядковані населені пункти: - с. Добрянка |

## Склад ради
Рада складалася з 16 депутатів та голови.

### Керівний склад ради
| ПІБ                             | Основні відомості                                                                  | Дата обрання | Дата звільнення |
| ------------------------------- | ---------------------------------------------------------------------------------- | ------------ | --------------- |
| Дегтярьов Олександр Аскольдович | Сільський голова, 1968 року народження, освіта, член Соціалістичної партії України | 26.03.2006   | 01.02.2010      |
| Дульдієр Сергій Адамович        | Сільський голова, 1951 року народження, освіта, член народної партії               | 20.06.2010   | 31.10.2010      |
| Дульдієр Сергій Адамович        | Сільський голова, 1951 року народження, освіта вища, безпартійний                  | 31.10.2010   |                 |

Примітка: таблиця складена за даними джерела

## Населення
Згідно з переписом УРСР 1989 року чисельність наявного населення сільської ради становила 1427 осіб, з яких 631 чоловік та 796 жінок.
За переписом населення України 2001 року в сільській раді мешкало 1307 осіб.

### Мова
Розподіл населення за рідною мовою за даними перепису 2001 року:
| Мова       | Відсоток |
| ---------- | -------- |
| українська | 91,35 %  |
| молдовська | 4,90 %   |
| російська  | 2,60 %   |
| вірменська | 0,46 %   |
| болгарська | 0,23 %   |
| білоруська | 0,08 %   |
| інші       | 0,38 %   |